# Fulga
Fulga è un comune della Romania di 3 736 abitanti, ubicato nel distretto di Prahova, nella regione storica della Muntenia.
Il comune è formato dall'unione di 2 villaggi: Fulga de Jos e Fulga de Sus.
La sede amministrativa è ubicata nell'abitato di Fulga de Jos.